# La mano nera: la vera storia di Joe Petrosino
La mano nera: la vera storia di Joe Petrosino (titolo originale: The Black Hand: The Epic War Between a Brilliant Detective and the Deadliest Secret Society in American History) è un libro di genere poliziesco, hard boiled e noir, dello scrittore e giornalista statunitense Stephan Talty, edito in Italia da DeA Planeta e pubblicato il 31 ottobre 2017.

## Trama
A partire dall'estate del 1903, un'ondata di crimine insidiosa riempì di paura New York, e poi l'intero paese. I bambini degli immigrati italiani venivano rapiti e decine di vittime innocenti venivano uccise. Le bombe hanno distrutto edifici popolari. Giudici, senatori, Rockefeller e matrone della società erano minacciati di macabri morti. I colpevoli sembravano entrambi onnipresenti e invisibili. Il loro unico biglietto da visita: il simbolo di una mano nera. I crimini hanno sollevato la pressante stampa scandalistica e hanno riscaldato le tensioni etniche fino al punto di ebollizione. Tra il pubblico americano e l'illegalità della mano nera c'era Giuseppe Petrosino. Soprannominato "l'italiano Sherlock Holmes", era un famoso detective e ingegnoso, un maestro del travestimento. Mentre i crimini diventavano sempre più bizzarri e le attività della Mano Nera si estendevano ben oltre i confini di New York, Petrosino e la sua squadra di polizia tutta italiana (the Italian Squad) si radunarono, per catturare membri della società criminale segreta prima che i tremiti anti-immigrati del paese esplodessero in una catastrofe. La ricerca di Petrosino di sradicare la fonte del potere della Mano Nera lo porterà fino in Sicilia, ma a un costo terribile.
Il libro si basa sulla vita e la carriera di Joe Petrosino, poliziotto italoamericano (nato a Padula, Salerno) che primo fra tutti combatté la Mano Nera, intuendo i rapporti e le infiltrazioni della mafia siciliana in America.

## Personaggi
- Joe Petrosino (protagonista)[7]

## Accoglienza
Da quando il libro è stato pubblicato, è stato accolto positivamente dalla critica. L'autore Mark Adams ha dichiarato: "La Mano Nera è un non-fiction noir, ma meglio: un prequel del Padrino, della vita reale che mette un eroe italo-americano indimenticabile, contro la minaccia apparentemente inarrestabile che sarebbe diventata la mafia di New York". Le recensioni di Kirkus affermano che si tratta di: «Una favola avvincente dello "Sherlock Holmes italiano"».

## Adattamenti cinematografici
Nel 2017 la Paramount Pictures ha acquistato i diritti per produrre un film con protagonista Leonardo DiCaprio, in programmazione nel 2018.